# 정진웅
정진웅(丁珍雄, 1968년 12월 1일~)은 대한민국의 검사이다. 전라남도 고흥군 출신이다.

## 학력
- 전남 순천고 졸업
- 서울대학교

## 독직폭행 혐의
2020년 7월 '검언유착' 의혹 관련 한동훈 검사장의 휴대전화 유심칩을 압수수색하는 과정에서 한 검사장을 폭행한 혐의로 고소당했다. 정진웅은 압수 대상물을 실효적으로 확보하는 과정이었을 뿐 폭행한 사실은 없으며, 오히려 자신이 사건 이후 긴장이 풀리면서 팔과 다리의 통증 및 전신근육통 증상과 혈압 급상승으로 종합병원 응급실에 입원해 치료를 받고 있다며 병상에 누워있는 사진을 공개했다. 이후 정진웅은 독직폭행 혐의로 기소되었다. 2021년 1월 20일 정진웅은 공판에서 "당시 상황에서 우연히 제가 한 검사장의 몸 위에 밀착된 것은 맞지만, 이는 휴대전화를 확보하는 과정에서 중심을 잃은 것"이라고 주장했다. 검찰은 1심에서 징역 1년을 구형하였다. 1심 판결은 징역4개월 집유1년 자격정지1년이 내려졌고 검찰은 결과에 불복해 항소하였다. 검찰은 2심에서 원심과 같은 징역 1년을 구형하였다. 2022년 11월 30일 대법원은 '한동훈 독직폭행'에서 정진웅의 무죄를 확정했다. 